# Rhesala cervina
Rhesala cervina är en fjärilsart som beskrevs av Moore 1882. Rhesala cervina ingår i släktet Rhesala och familjen nattflyn. Inga underarter finns listade.